# هيلين تاغارت كلارك
هيلين تاغارت كلارك (بالإنجليزية: Helen Taggart Clark)‏ (24 أبريل 1849 في الولايات المتحدة)؛ مُدرسة، كاتِبة، صحفية وشاعرة أمريكية.